# Ronde van Oost-Java
De Ronde van Oost-Java was een meerdaagse wielerwedstrijd op het Indonesische eiland Java. De wedstrijd werd tussen 2005 en 2014 jaarlijks verreden en maakte deel uit van de UCI Asia Tour.

## Lijst van winnaars

### Meervoudige winnaars
| Overwinningen | Renner         | Land | Jaren            |
| ------------- | -------------- | ---- | ---------------- |
| 3             | Ghader Mizbani | Iran | 2006, 2008, 2014 |

### Overwinningen per land
| Overwinningen | Land              |
| ------------- | ----------------- |
| 6             | Iran              |
| 2             | Kazachstan        |
| 1             | Duitsland, Spanje |